# 井手上漠
井手上漠（日语：／ Idegami Baku，2003年1月20日—）是日本電視藝人、模特，所屬經紀公司為Discovery Next。

## 經歷
2003年出生，生理性别男性。從前遵從母親教導作為「普通的男孩子」，兒童時期出席婚禮時看到新娘婚紗姿態後心動，此後表現出對女孩相關事物的興趣。自己覺得很自然，但和周圍存在理解上的溝壑，並對此在意、煩惱、迷茫過。儘管如此，家人平常對其個性的尊重給予其力量。
海士町立海士中學校3年級在讀時，將為做自己，如何保持本心，怎樣行動的思考經驗寫成文章Colourful。在讀完文章的國語教師推薦下，以之參加2017年的「第39回少年主張全国大会」，並獲文部科学大臣獎。
2018年，在「第31回JUNON SUPERBOY CONTEST」出場，並通過決賽。獲DD自我製作獎，身為「太可愛的JUNON BOY」而博得眼球。
2019年，就任島根縣親善大使「遣島使」；之後，獲譽「美肌縣」的島根起用其海報。
2019年10月21日，Discovery Next發表了專屬聲明。
2021年1月20日，發表將於4月20日由讲谈社發售首本寫真集的聲明。同日，該書官方Twitter開設。3月22日，定標題為《normal?》，預訂數與關注度都很大，發表將寫真集由原定160頁增至224頁的聲明，又決定在發售日前再版。隨寫真集發售，首場展覽會「井手上 漠 展」4月20日至5月10日在名古屋PARCO、5月14日至30日在福岡PARCO舉行。
2021年3月1日，自島根縣立隱岐島前高等學校畢業。之後前往東京都正式開展演藝活動。
4月20日，發行個人首本圖文集《normal?》，並在同年5月3日發表的Oricon公信榜圖書銷售週榜排行第3名。
2021年10月12日，在地面電視節目《超無敵班級》常規出演。
2022年3月29日，發表自己所推出中性時尚品牌「BAAKU」的2022年春夏季始動聲明。「MAISON ALTERNATIVE」擔當設計。2021年見到「MAISON ALTERNATIVE」在時尚雜誌發表男性用連衣裙，產生興趣，在電臺節目《TOKYO SPEAKEASY》邀請品牌設計者對談，此為BAAKU開始的契機。

## 人物
島根縣隱岐郡海士町出身，高等學校畢業前都居住於此，去東京要花1天。有個大一歲的姊姊。特長是歌唱、繪畫、排球。家中有兩隻貓，不過對貓過敏而不能碰。憧憬的人物是渡邊直美。從小喜歡光之美少女系列。
參加「少年主張全国大会」的契機是寫只給國語老師看的作文之時，老師說：「你要不參加下辯論大會？」2020年1月15日，在濱田市立彌榮中學校的繪本朗讀活動中聽了「少年主張全国大会」的辯論Colourful。先前中學校2年級在讀時在立春式發表少年的主張。
參加JUNON SUPERBOY CONTEST的契機是島上僅有診所的醫生之勸誘。在JUNON SUPERBOY初審時唱了SEKAI NO OWARI的RAIN。
是田中優吏漫畫《漠君》（バクくん）的模特，並為2020年8月26日發售的單行本第2卷撰寫推薦語。

## 演出作品

### 電視節目
- 超人氣法律諮詢事務所（2019年1月27日、3月17日，日本電視臺）[5][33]
- #千年女孩（2019年6月6日[34]、13日[35]，富士電視臺）
- Chill tv（2019年7月25日，BS日視）[13][36]
- 天才電視小組MAX（2020年12月22日、NHK） - ▽天電xBalibara什麼是男性陽剛之氣和女性柔美氣質？[37]
- Phrabatt!!（日语：プレバト!!） 俳句（2021年2月11日、TBS）
- Zoom in!! Saturday（日语：ズームイン!!サタデー）（2021年5月1日—29日，日本電視臺） - 2021年5月度天氣預報員[38]
- （2021年6月11日，AbemaTV）
- 超無敵班級（日语：超無敵クラス）（2021年10月12日—11月3日、16日、30日—12月7日，日本電視臺）[23]
- Sugar & Sugar（日语：“シュガー&シュガー”サカナクションの音楽実験番組）(19)（2021年11月19日，NHK）
- 晝帶！（日语：ひるおび）（2021年11月23日，TBS）
- Pop UP!（日语：ポップUP!）（2022年4月5日—，富士電視臺） - 週二常規[39]
- 水綜藝（日语：水バラ）（2022年6月1日，東京電視台）

### 電視劇
- 絕對會變成BL的世界VS絕不想變成BL的男人第2季「vs 美少女」（2022年3月20日，朝視頻道1）：飾演 山崎[40]
- 警視廳・搜查一課長第6季第3話（2022年4月28日，朝日電視台）：飾演 揚田淳美[41]
- 我們的微小終末（2023年1月30日－3月20日，朝日放送電視台）：飾演 嘉神圓 / 嘉神惠（分飾兩角）[42]
- 名流男子太棘手（2024年1月21日－3月24日，朝日放送電視台）：飾演 瑠夏[43]
- 若草物語 -戀愛姐妹與無法戀愛的我-（2024年10月6日－12月15日，日本電視台）：飾演 桃ちゃん[44]

### 模特
- Event@大阪SHIBUYA109（2019年4月28日）
- GirlsAward 2019 SPRING/SUMMER（2019年5月18日）[6]
- 井手上漠 × PIVOT DOOR SUMMER COLLECTION 2019（2019年7月）
- （2019年9月）[45][46][47]
- 桂由美新娘時裝表演（2019年11月2日） - 嘉賓出演
- 第32回 JUNON SUPERBOY CONTEST 最終選考会（2019年11月24日） - 嘉賓出演[12][48]
- 第30回 邁那比 東京女孩展演 2020 SPRING/SUMMER（2020年2月29日）[11][49][50]
- MUSIC POP BOY AUDITION特命大使[51]
- 島根縣特殊詐欺被害防止廣報大使（2020年8月1日獲任）[52]
- 隱岐 西鄉稅務署 電子申告推進海報（2021年1月26日，隱岐國商工會）[53]

### CM、廣告
- ANGFA（日语：アンファー）「SCALP-D 睫毛美容液」特別影片（2019年5月）[54]
- ANGFA presents 新星·偶像發掘電臺 Shibuya Cross-FM（2019年5月5日）
- MannanLife「Crash 蒟蒻畑」『Straight Eat篇』（2019年9月）[55]
- JA島根『島根米艷姬（餐桌篇）』（2019年10月—）[56]
- 鐘紡化妝品（日语：カネボウ化粧品）「I HOPE KANEBO CONCEPT MOVIE CAST」（2020年1月—）[註 1][註 2][59][60]
- 數位好萊塢大學（日语：デジタルハリウッド大学）「不為人活。為自己活。2020篇」（2020年3月5日—）[註 3]
- KANEBO-IHOPE「活著，就是為了化妝」movie（2020年7月17日—8月2日）[63]
- TOKYO（2020年11月20日）
- 資生堂web動畫CM（2021年4月7日—）[64][65]
- BAAKU（2022年3月—） - 井手上漠推出的時尚品牌

### 電臺
- （2021年4月8日—27日，AuDee（日语：ドコデモFM）） - 個性[66]

### 音樂影片
- 魚韻Moth（富士電視臺週四劇場《魯邦之女》主題曲）[4][11]
- 櫻花蘑菇合言葉[67][68]
- x櫻歌[69][70]

### 譯製配音
- First Day（英语：First Day (TV series)）（2021年6月4日—，NHK ETV） - 漢娜（埃薇·麥克唐納飾）[71]

## 書籍、寫真集
- 37（2020年12月18日，學事出版） -
- 48號 卷頭採訪
- 北日本新聞社 Future VOL13採訪
- normal?（2021年4月20日，讲谈社） - 寫真集。魚韻的山口一郎（日语：山口一郎 (歌手)）撰寫推薦語[72]。

## 獎項
- 平成27年度「我家的一流大厨 in 隱岐」料理比賽中以「夏季蔬菜之醬油醃泡」獲最優獎（2015年11月29日）[73][74]
- 第39回少年主張全国大会 文部科学大臣獎（2017年11月12日）[75]
- 第31回JUNON SUPERBOY CONTEST DD自我製作獎（2018年11月25日）[76]
- 第36回Best-Jeanist2019 次世代部門（2019年10月15日）[3][4][77][78]

## 外部連結
- 官方网站
- 的X（前Twitter）（2021年1月20日—5月5日）※更新結束
- 井手上漠的X（前Twitter）
- 井手上漠的Instagram帳戶
- 井手上漠的TikTok
- .   [2022-06-13]. （原始内容存档于2022-07-22）.